# Les Accates
Les Accates est un quartier du 11e arrondissement de Marseille. C'est un village au milieu d'une nature encore préservée, entre la Valentine et la Treille.

## Toponymie
- Sous la Restauration, Mortreuil faisait dériver le nom du grec, via le latin acer, érable[1] .
- En 1866, Meynier proposait « haie d'ifs »[2] .
- Saurel montre qu'il s'agit du latin ad acaptum, nom d'un bail emphythéotique, nom devenu achapte, puis acate, enfin «  les Accates » à la fin du XVIe siècle[3].
- Les habitants y voyaient l'adjectif provençal acato, caché, à l'abri.
- Le Pitchot tresor de Xavier de Fourvières propose à l'entrée acate : acapte, emphythéose[4].

Selon Robert Bouvier, il s'agit ici d'une emphythéose consentie en 1577 par Jean de Forbin. Auparavant, le hameau s'appelait Pique-nose.
Il existe au nord de la ville un lieudit les Accates, proche des Aygalades, et dont le nom a la même origine.

## Économie
D'après l'Insee, c'est le second quartier le plus aisé de la ville de Marseille après celui de La Panouse (63 003 €) avec, en 2010, un revenu fiscal médian par ménage de 51 916 € (contre 23 702 € pour la commune entière).

## Lieux et monuments
- L'église, au centre du village[7].
- Le cimetière, sur la colline dominant le village.

## Source bibliographique
- Régis Bertrand, Les étymologies de messieurs Meynier et Saurel ou L'antiquité du terroir marseillais dévoilée par les érudits du XIXe siècle, Rives, 2002 (récit et toponymie).
- Robert Bouvier, Origine des Quartiers de Marseille, éd. Jean-Michel Garçon, 1988,  (ISBN 2-9502847-0-1)